# Brestovac (Negotin)
Brestovac (kyrillisch: Брестовац) ist ein Dorf in der Opština Negotin und im Bezirk Bor im Osten Serbiens. Es befindet sich drei Kilometer südlich der Straße Negotin – Zaječar.
Das Dorf hat eine Grundschule, welche 1885 erbaut wurde.

## Geschichte und Namen
Das Dorf wird das erste Mal in türkischen Aufzeichnungen des 15. und 16. Jahrhunderts erwähnt. Laut weiteren Aufzeichnungen des Jahres 1530 hatte das Dorf nur 8 Häuser, womit es damals das kleinste Dorf in der Opština Negotin war.
Im 18. Jahrhundert fand man das Dorf auf österreich-ungarischen Karten unter dem Namen „Prestowac (Prestovatz)“. 1718 hieß es Brestovac, 1784 hieß es jedoch „Brestovacz“.

## Einwohner
Laut Volkszählung des Jahres 2002 (Eigennennung) gab es 355 Einwohner, die meisten von ihnen waren Serbisch-Orthodoxe. Davon waren:
|               | Anzahl | Prozent |
| Gesamt        | 355    | 100     |
| Serben        | 347    | 97,74   |
| Rumänen       | 6      | 1,69    |
| Montenegriner | 1      | 0,28    |
| Kroaten       | 1      | 0,28    |

Weitere Volkszählungen:
| 1921 | 1948 | 1953 | 1961 | 1971 | 1981 | 1991 |
| ---- | ---- | ---- | ---- | ---- | ---- | ---- |
| 754  | 799  | 792  | 780  | 702  | 607  | 426  |